# Euxoa deleta
Euxoa deleta là một loài bướm đêm trong họ Noctuidae.